# 黄山镇 (青岛市)
黄山镇是中国山东省青岛市黄岛区原下辖的一个镇。

## 历史沿革
1976年，王台公社析置薛家庄公社。
1984年，薛家庄公社改为薛家庄乡。
1993年，撤销薛家庄乡设立黄山镇。
2001年，撤销黄山镇，成立黄山经济区，隶属于王台镇。
2013年11月11日，根据《关于撤销理务关经济区管委和黄山经济区管委有关事项的通知》（青黄编发[2013]7号）文件撤销。